# Tom Boon

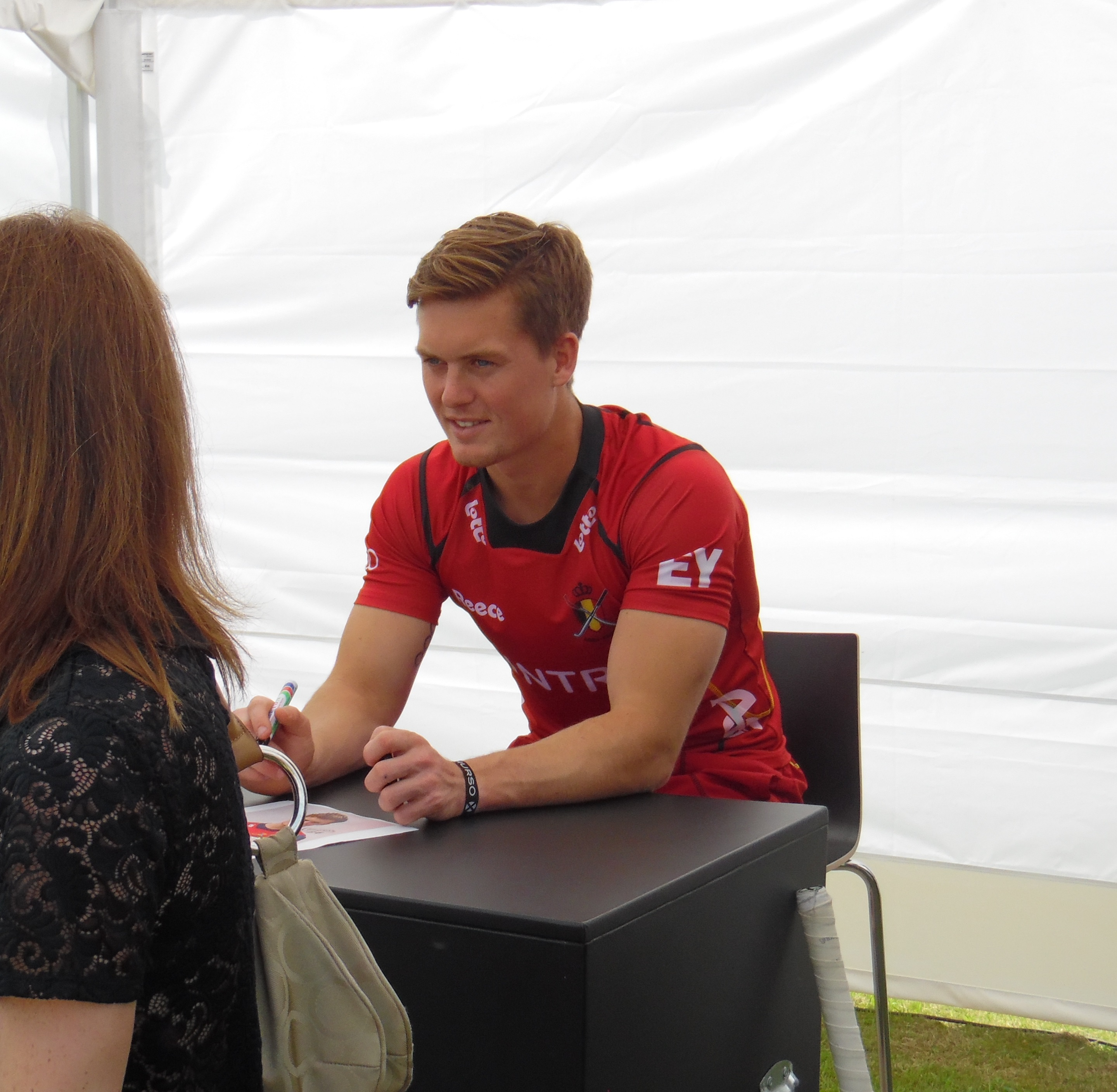
Tom Boon (2016)

Tom Boon (* 25. Januar 1990 in Uccle/Ukkel) ist ein belgischer Hockeyspieler. 2016 gewann er mit der belgischen Nationalmannschaft eine olympische Silbermedaille, 2018 wurde er Weltmeister und 2021 Olympiasieger.

## Sportliche Karriere
Boons erstes internationales Turnier waren die Olympischen Spiele 2012 in London, als die Belgier den fünften Platz erreichten. 2013 verloren die Belgier vor heimischem Publikum im Finale der Europameisterschaft in Boom mit 1:3 gegen die deutsche Mannschaft. Im Jahr darauf trafen die Belgier und die Deutschen bei der Weltmeisterschaft in Den Haag im Spiel um Platz 5 aufeinander, die Belgier gewannen mit 4:2. Ebenfalls Fünfte wurden die Belgier bei der Europameisterschaft 2015 in London. Mit zehn Treffern war Boon der erfolgreichste Torschütze bei diesem Turnier.
2016 bei den Olympischen Spielen in Rio de Janeiro gewannen die Belgier im Halbfinale mit 3:1 gegen die Niederländer. Im Finale unterlagen sie den Argentiniern mit 4:2. 2017 erreichten die Belgier bei der Europameisterschaft in Amstelveen das Finale mit einem Halbfinalsieg über die Deutschen nach Shootout. Im Finale gewannen die Niederländer mit 4:2. Die Weltmeisterschaft 2018 wurde im indischen Bhubaneswar ausgetragen. Die Belgier belegten in ihrer Vorrundengruppe den zweiten Platz hinter der indischen Mannschaft. Mit Siegen über die pakistanische Mannschaft und über die deutsche Mannschaft erreichten die Belgier das Halbfinale und gewannen dort mit 6:0 gegen die Engländer. Im Finale siegten die Belgier mit 3:2 im Shootout gegen die Niederländer und gewannen erstmals den Weltmeistertitel. 2019 bei der Europameisterschaft in Antwerpen gewannen die Belgier erstmals den Europameistertitel, wobei sie im Finale die Spanier mit 5:0 bezwangen. Vier Spieler führten am Ende die Torschützenliste mit fünf Treffern an, darunter mit Tom Boon und Alexander Hendrickx zwei Belgier. Bei der Europameisterschaft 2021 gewannen die Belgier die Bronzemedaille. Zwei Monate später gewannen die Belgier bei den Olympischen Spielen in Tokio das Finale gegen die Australier im Penaltyschießen.
Bei der Weltmeisterschaft 2023 in Bhubaneswar erreichten die Belgier erneut das Finale. Diesmal unterlagen sie der deutschen Mannschaft im Penaltyschießen, nachdem Boon kurz vor Ende der regulären Spielzeit den Ausgleich erzielt hatte. Bei den Olympischen Spielen 2024 in Paris gewannen die Belgier  ihre Vorrundengruppe, schieden aber im Viertelfinale gegen die Spanier aus. Boon war in allen sechs Spielen dabei.
Insgesamt bestritt Boon bis 2024 354 Länderspiele für Belgien. Auf Vereinsebene war er viele Jahre für Royal Racing Club Bruxelles aktiv und wechselte 2019 zu Royal Léopold Club.
Tom Boons Schwester Jill Boon trat 2012 mit der Nationalmannschaft bei den Olympischen Spielen an.